# 파랑 채집가
《파랑 채집가》(Gathering Blue)는 로이스 로리의 SF 4부작 중 2번째 책으로 2000년에 출판되었다. 이 책은 기억 전달자의 후속편이고 같은 미래 시간대와 세계관을 공유하고 있다. 또, 기억 전달자와 비슷한 주제를 삼고 있다.

## 등장인물
- 키라: 엄마의 갑작스러운 죽음으로 고아가 되었으나 자미슨의 도움으로 오두막에서 지내다 죽은 줄로만 알았던 아빠 키토퍼와 만나게 된다.
- 토마: 조각가로 키라와 마찬가지로 고아이다.
- 맷: 말썽꾸러기 꼬마. 습지에서 폭력적인 엄마와 살다가 음식을 훔쳐 달아난다. 키라를 아빠와 재회시켜준다.
- 자미슨: 키라를 변호하였으나 옛날에 키라 아빠를 죽이러 한 사람이다.
- 에너벨러 할머니: 키라 어머니와 키라에게 염색법을 가르친 할머니이다.
- 카티나: 키라의 죽은 어머니이다.
- 키토퍼: 키라의 아버지. 장님이다.
- 조: 노래를 잘 부르는 꼬마. 키라의 방 아랫방에서 산다.

## 줄거리
주인공인 키라는 한쪽 다리가 휜 장애인이다. 아직 어린 키라는 약자들과 장애인들을 들판에 버려 죽이는 이 사회에서 살아남아야 한다. 그러나 자미슨의 도움으로 여러 색실을 꿰어 무대 의상을 준비하게 된다. 어느날, 키라는 파랑을 만드는 방법을 전수받지만 원료를 구하지 못해 파랑을 만들지 못한다.. 파랑을 찾던 중, 키라는 마을의 충격적인 진실을 듣게 된다.